# 卡瓦利亚尔
卡瓦利亚尔，是西班牙卡斯蒂利亚-莱昂塞戈维亚省的一个市镇。 总面积17平方公里，总人口94人（2001年），人口密度6人/平方公里。